# Les Violents
Pour plus de détails, voir Fiche technique et Distribution.
Les Violents est un film français réalisé par Henri Calef en 1957 et sorti en 1958.

## Synopsis
L'éclusier Pierre Tiercelin, dont la fille Évelyne est actrice de music-hall, pense être espionné et persécuté par Edgar, un membre de la famille ,et fait part de ses craintes à sa fille. Il est alcoolique. Un jour il reçoit  des menaces sous forme d’un cercueil miniature. Bernard Chartrain, le cousin aisé de Pierre Tiercelin, a également une fille dont il est très proche et un fils à Londres. Il reçoit aussi des menaces. Successivement chez les Chartrain, le père Bernard meurt empoisonné, la secrétaire Irène disparaît, le fils Robert est mortellement blessé au cours de l'enterrement de son père. Il apparaît que Bernard Chartrain trafiquait des armes. Puis c'est Pierre Tiercelin qui disparait. La secrétaire Irène se présente à l'inspecteur Malouvrier et s'accuse de l'empoisonnement de Bernard Chartrain afin de protéger Léo Geens qui était suspecté et s'avère être son fils. La fille Lisiane Chartrain disparait à son tour. Finalement elle  est retrouvée séquestrée par Pierre Tiercelin qui avait tout manigancé depuis le début afin de se venger de sa famille. Edgar était en fait mort en 1942. L'inspecteur Malouvrier arrive à dénouer les fils de cette ténébreuse affaire.

## Autour du film
- Pendant la Seconde Guerre mondiale, la Résistance envoyait aux collaborateurs un cercueil miniature. Le film fait allusion  à cette pratique lorsque Pierre Tiercelin et Bernard Chartrain reçoivent ce genre de colis .

- Daniel Clérice évolue dans le milieu du music-hall comme dans le film Crime au concert Mayol.

## Fiche technique
- Titre : Les Violents
- Réalisation : Henri Calef, assisté de Dany Fog
- Scénario : André Haguet, Henri-André Legrand
- Adaptation : Henri Calef
- Dialogues : Jacques Chabannes, Henri Calef
- Décors : Raymond Druart
- Photographie : Jean Isnard, assisté de Jean Collomb
- Opérateur : Léon Bellet
- Musique : Marcel Landowski
- Montage : Denise Baby
- Son : Séverin Frankiel
- Maquillage : Pierre Néant
- Photographe de plateau : Georges Papot
- Script-girl : Geneviève Cortier
- Régisseur : Pierre Cottance
- Production : Océan Films
- Chef de production : Claude Dolbert
- Directeur de production : Jean-Marie Loutrel
- Distribution : Les Artistes associés
- Tournage du 6 février au 30 mars 1957
- Pays de production :  France
- Format : Pellicule 35 mm, noir et blanc - Dyaliscope
- Genre : Film dramatique
- Durée : 92 min
- Date de sortie : France - 10 janvier 1958

## Distribution
- Paul Meurisse : l'inspecteur Malouvrier
- Françoise Fabian : Évelyne Tiercelin, la fille de l'éclusier
- Fernand Ledoux : Pierre Tiercelin, l'éclusier
- Béatrice Altariba : Lisiane Chartrain
- Jean Meyer : Eugène
- Jean Brochard : M. Bernard Chartrain
- René Havard : l'inspecteur Damien
- Paul Guers : Philippe de Coppet
- Junie Astor : Irène Raalten
- Daniel Clérice : Léo Genz
- Louis Arbessier : Maître Rodier
- Daniel Mendaille : le patron du bistrot
- Louis Saintève : le clerc de notaire
- Mag Avril :
- Alain Quercy : Robert  Chartrain, le fils
- Dominique Chardin : Marianne Verdier
- Georges Demas : un policier
- André Dumas :
- Valérie Vivin :
- Jean-Jacques Lecot :
- Jean Droze : Julien
- Marie-Hélène Astier :
- Michel Karloff
- Jacques Malherbe :